# 하이힐

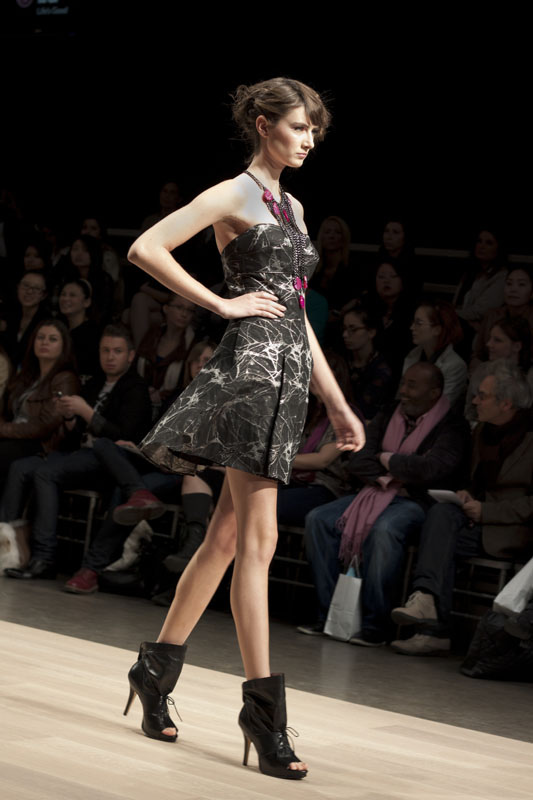
하이힐을 신은 여성

하이힐(high heels, high-heeled footwear, high heeled shoes문화어: 뾰족구두, 빼또, 깨또)은 발꿈치 부분이 높게 들어 올려진 신발을 지칭하는 말로, 넓은 의미에서 보면 굽이 높은 신발을 가리키지만, 그 중에서도 특히 여성용의 신발을 가리키는 경우가 일반적이다. 외반모지와 티눈 등 발건강에 좋지 않으므로 착용하지 않을 것을 권장한다.
본디 현대 여성의 복장은 과거 군복에서 유래된 것들이 대부분이며 스타킹이 갑옷을 입는 군인들이 갑옷으로 인해 피부가 상하지 않도록 하기 위해 고안된 물건이둣 하이힐 역시 기병들이 등자에서 발이 빠지는 것을 방지하기 위해 고안되었다.

## 하이힐의 종류
하이힐의 종류는 다음과 같다.
- 콘(cone): 위쪽이 넓고 아래쪽은 좁은 형태의 힐. 다시 말해서, 하이힐의 형태가 원추형이거나 역원추형으로 되어 있다. 콘힐은 테이퍼드 힐과 형태적인 면에서 비슷하지만, 테이퍼드는 직선형, 콘힐은 원추형으로 얇아지는 쪽에서 차이가 난다. 펌프스로 이용되는 경우도 있다.
- 키튼
- 프리즘(prism): 굽이 삼각형 형태로 되어 있다.
- 스풀(spool): 위쪽과 아래쪽은 넓지만 좁은 모래시계로 되어있는 형태의 힐. 힐의 모양이 실패(spool)과 비슷하다고 해서 명칭을 붙였다. 굽이 발뒤꿈치 부분에서 굵어지다가 중간에 얇아지다가 땅에 닿는다.
- 펌프스: 끈이나 벨트, 잠금장치 등이 없고 발가락 부분이 막힌 여성용 구두. 일반적으로 생각하는 구두의 형태이다. 최근에는 굽이 높지 않은 펌프스 미들힐 등이 유행하기 때문에 캐쥬얼 차림에도 착용하는 경우가 많다. 펌프스의 종류에는 앞, 뒤, 옆이 모두 막혀있는 형태의 플레인 펌프스, 구두의 코 끝이 오픈된 형태의 토오픈 펌프스, 구두 뒷부분이 오픈되어 있고 스트랩으로 벨트 처리가 되어있는 형태의 슬링백 펌프스, 옆면이 트여있는 형태의 사이드오픈 펌프스 등이 있다.
- 플랫폼 슈즈: 힐 뿐만 아니라 밑창 전체를 높게 한 구두를 말한다. 뒷굽 뿐만 아니라 전체적으로 굽이 있는 형태가 가보시 힐과 비슷하여 같은 명칭으로 쓰인다.[2] 두툼한 플랫폼이 바닥에 직접 닿는 충격을 흡수해 준다. 이 때문에 발이 비교적 편안하고 착화감이 안정적이다. 그러나 디자인의 특성상 자칫 투박해 보일 수 있으며, 지면이 불안정한 경우에는 두꺼운 힐 때문에 오히려 안정감이 떨어져 다른 힐보다 더 위험할 수 있다.[3]
- 스틸레토
- 웨지
- 뮬 (신발)

이 외에도 다양한 종류가 있다.

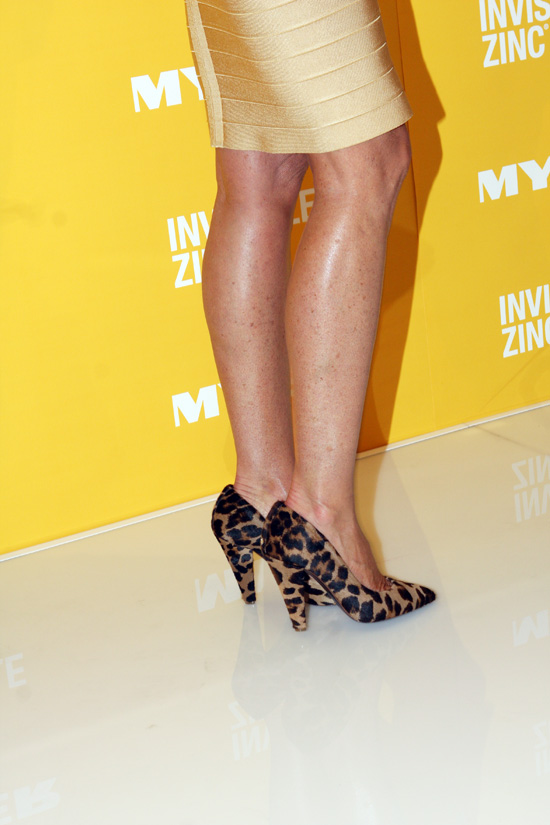
콘 힐
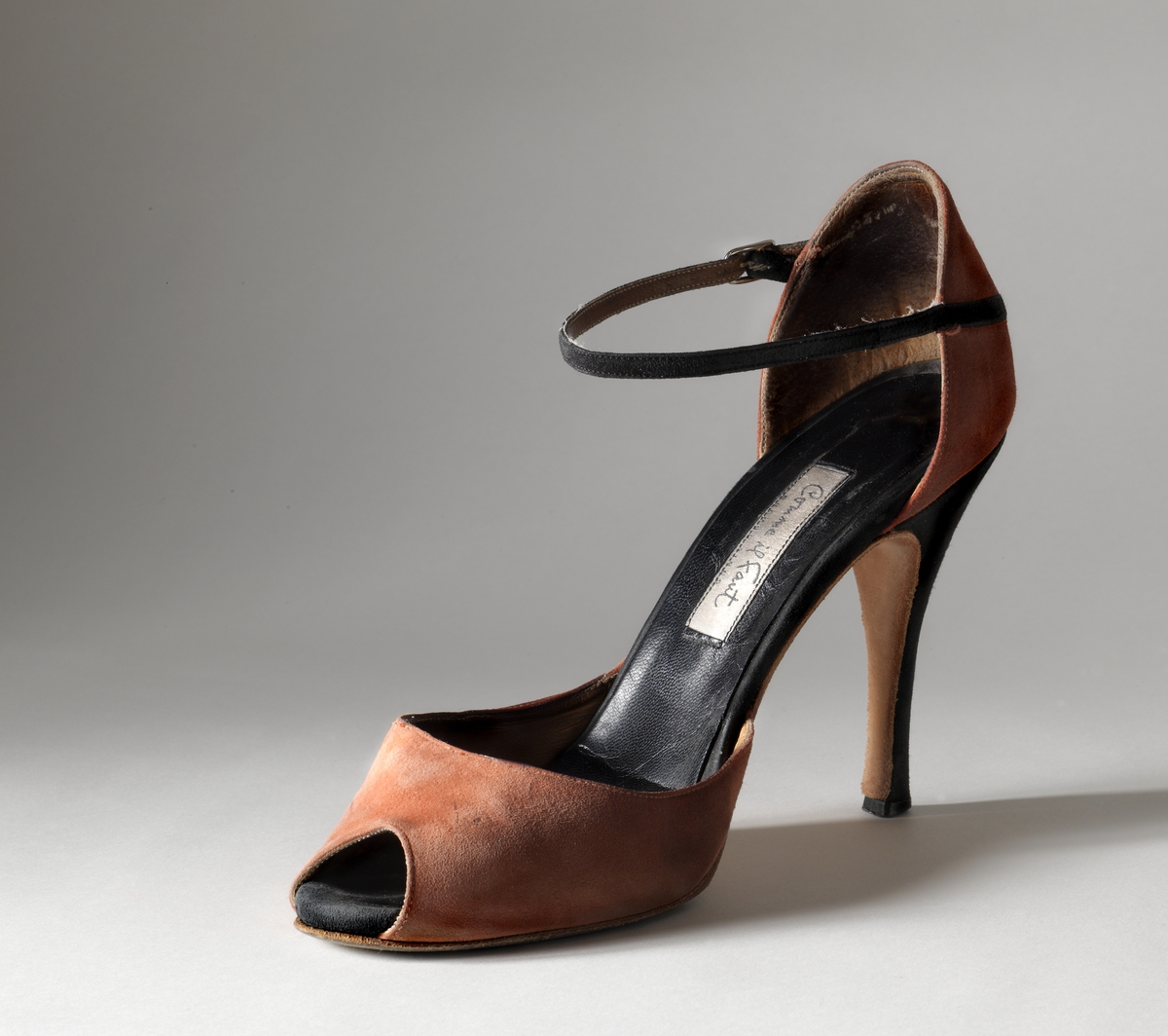
스풀 힐
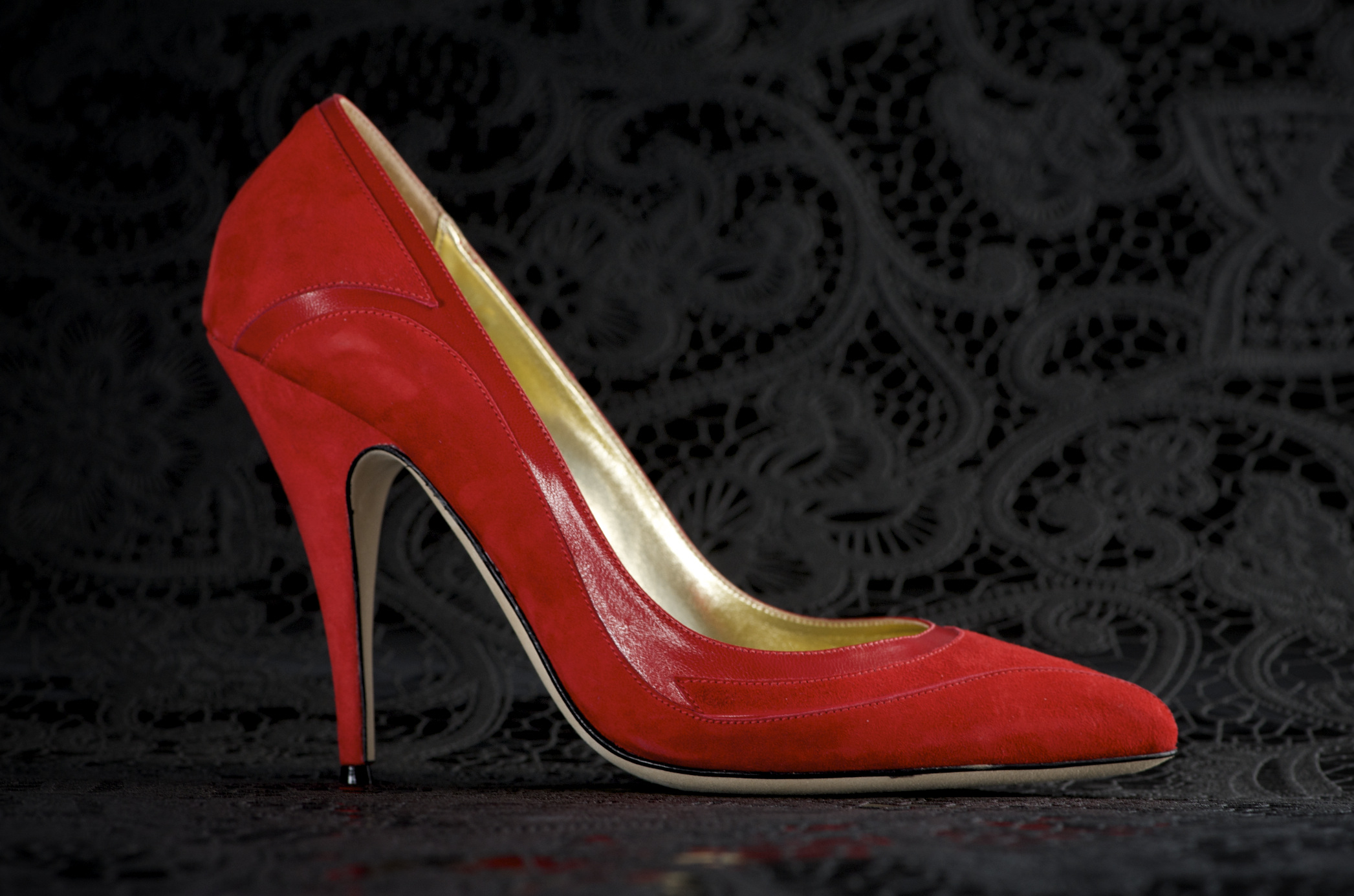
펌프스 힐
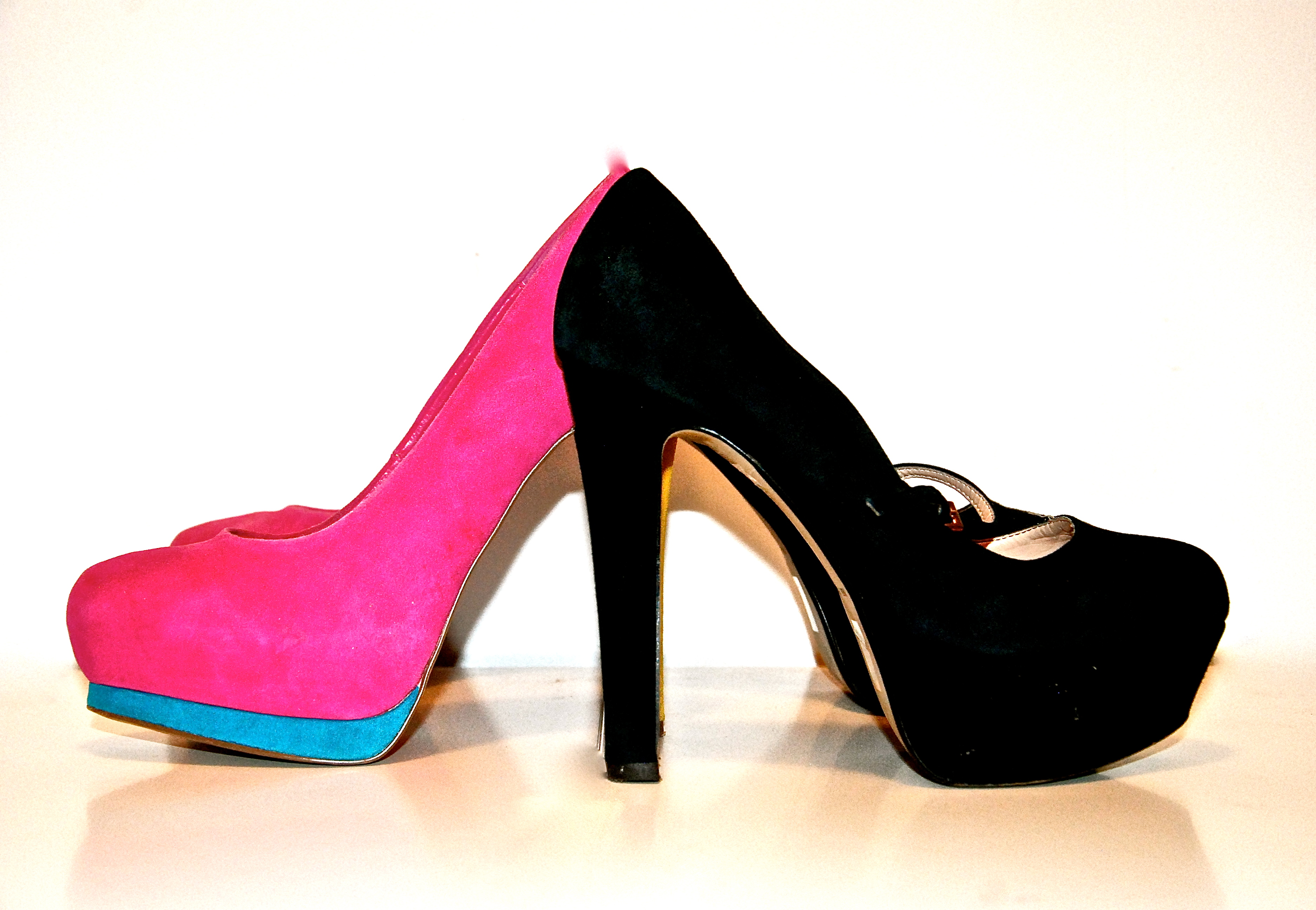
플랫폼 슈즈
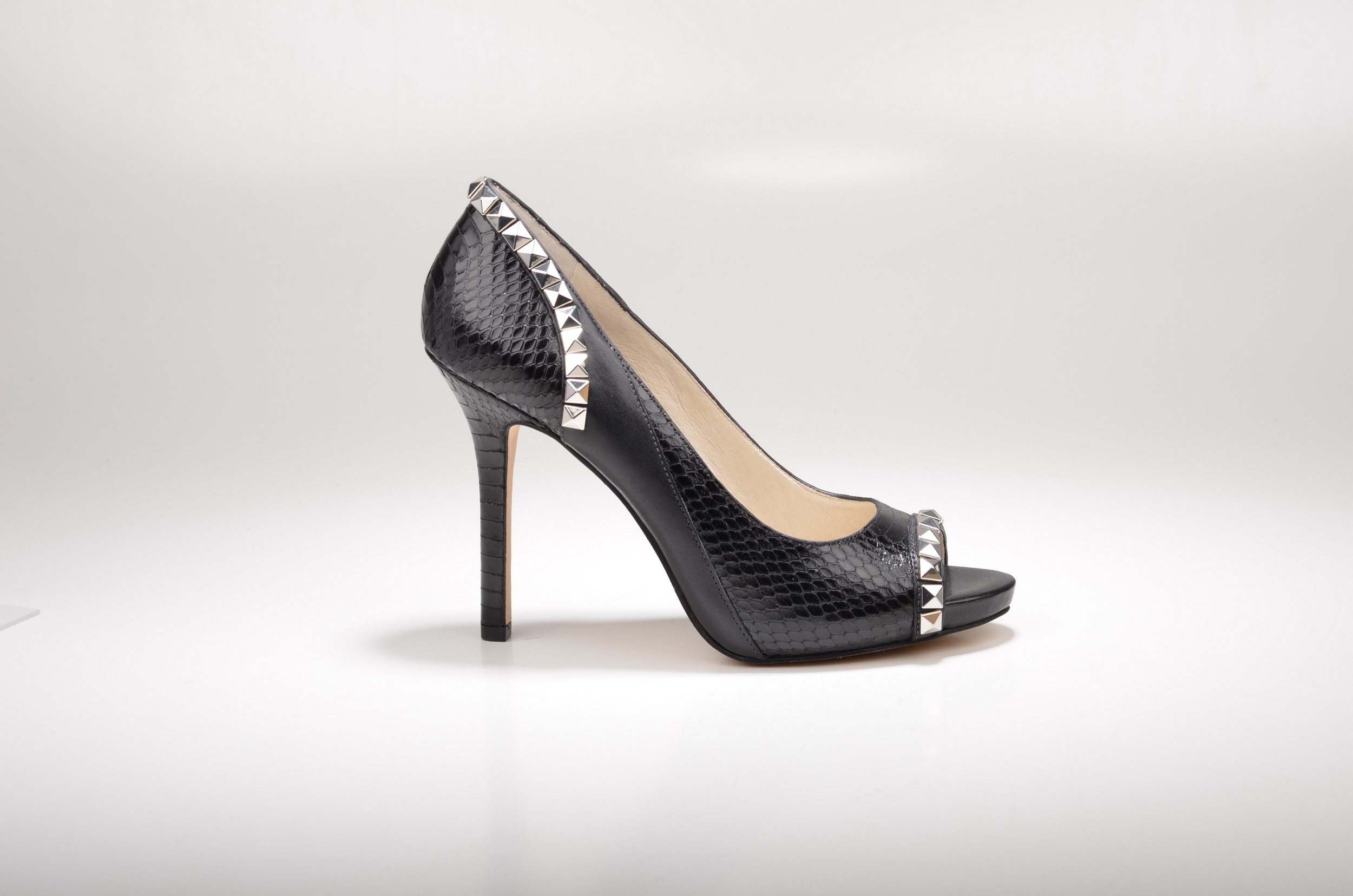
스틸레토 힐
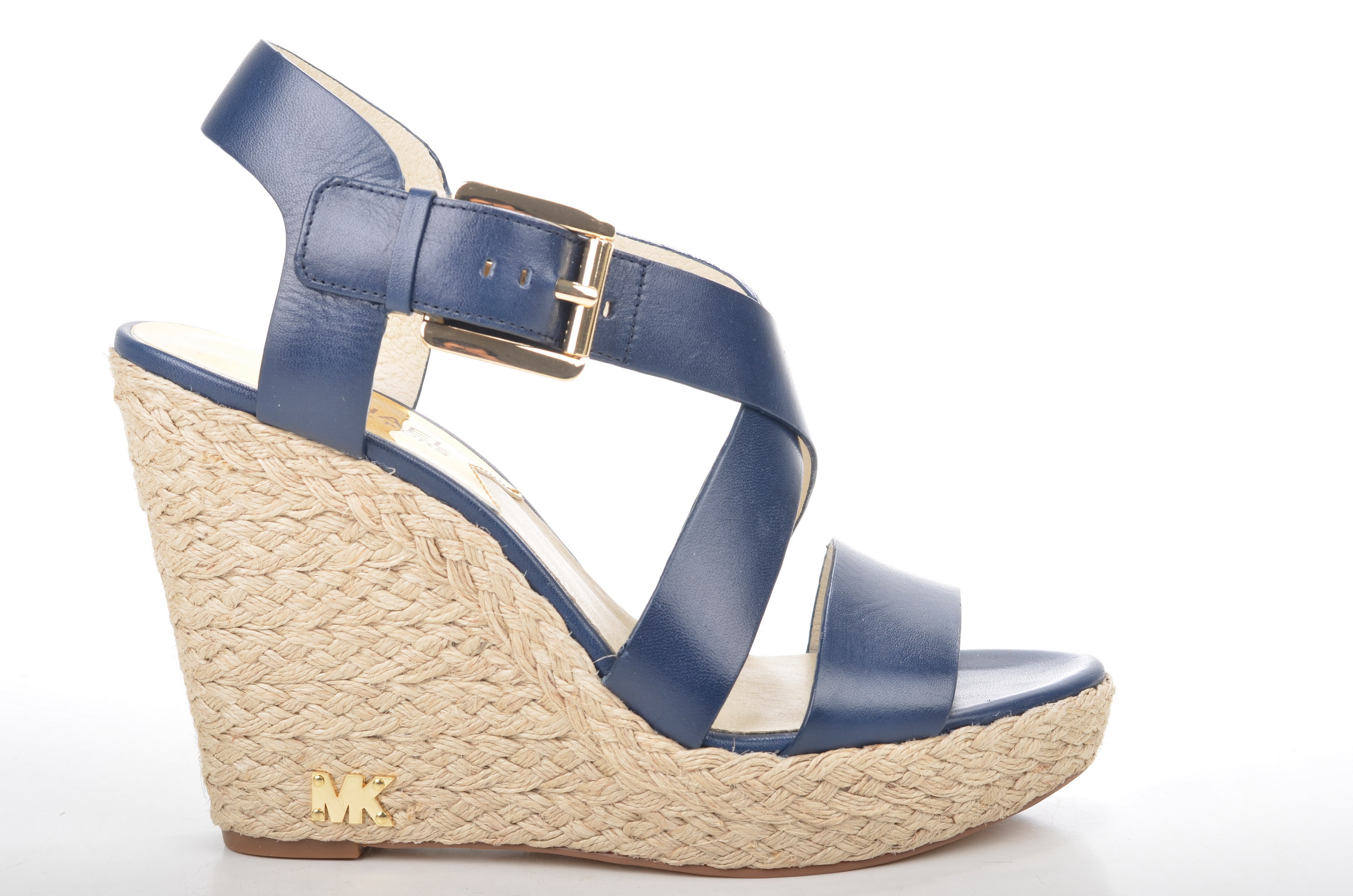
웨지 힐
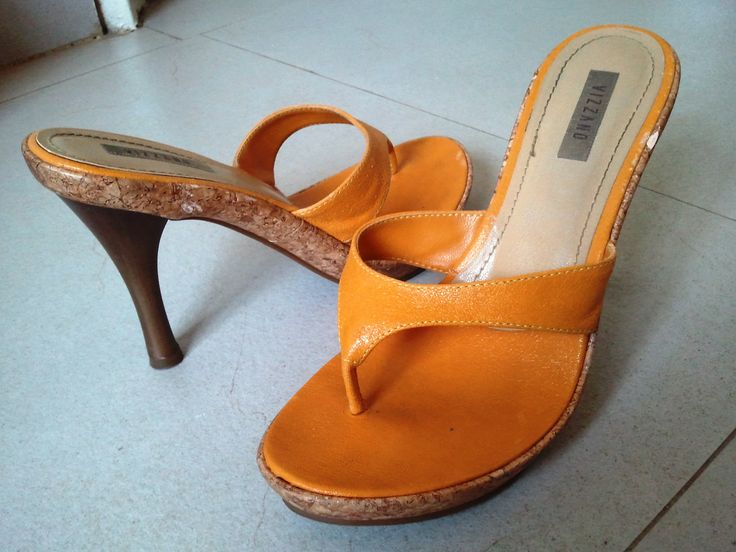
뮬

## 같이 보기
- 전족
- 스틸레토 힐
- 웨지힐